# Slaget vid Haselünne
Slaget vid Haselünne ägde rum den 11 januari 1636 under Trettioåriga kriget, mellan Bawinkel och Haselünne vid Meppen. Svenskarna segrade mot de kejserliga trupperna, trots att svenskarnas befälhavare Dodo zu Innhausen und Knyphausen stupade under striden.